# Eduardo Guerrero (aviron)
Pour les articles homonymes, voir Eduardo Guerrero.
Eduardo Guerrero est un rameur argentin né le 4 mars 1928 à Salto et mort le 17 août 2015 à Vicente López (Buenos Aires).

## Biographie
Aux Jeux olympiques d'été de 1952 à Helsinki, Eduardo Guerrero est sacré champion olympique de deux de couple avec Tranquilo Capozzo,.
Il a aussi été un joueur de rugby à XV, évoluant à l'Asociación Deportiva Francesa.